# さすらう者 (古英詩)
『さすらう者』（さすらうもの、The Wanderer）は、古英語で6世紀末あるいは10世紀前後に書かれたと言われている（後述参照）ポエムである。エクセター本（英語: Exeter Book、ラテン語: Codex Exoniensis（コーデクス・エクソーニエンスィス））に収録されている詩のうちの一つである。作者は不明であり、タイトルも原本では存在せず、後世に名づけられたものである。

## 成立と形式
キリスト教の影響を受けて6世紀後半に作られたとする説と、古ノルド語の影響を受けているため（詩中に出てくる hrimceald という言葉は古ノルド語の hrimkaldr に由来）9世紀後半から10世紀にかけて作られたとする説がある。古アングロサクソン文学に多い頭韻法を用いているのも特徴の一つである。

## 内容
ある戦士がいた。名は eardstpa であり、その名の意味からさすらう者 (The Wanderer) と呼ばれる。彼は過去に仕えた主君を失ってしまい、放浪の身となる。凍てつく海や放浪の道 "paths of exile" を彷徨う。その最中、過去の栄光への瞑想の中で、彼はかつて主君へ仕えたこと、同僚と共に宴を楽しんだこと、数々の大切な贈り物を主君から受け取ったことを、そして命運をかけた戦争がそれら全てを奪い去ってしまったことを思い返す。しかしながら、彼は人生を思い廻して個人的な彼の悲しみを超えて詩を描写しており、知的な詩とも呼ばれる要因となっている。この世の栄光とその退廃は神の力の前では無力である、と神による救済の考え方との対比をなしている。そしてさすらう者は生き生きと輝かしい過去への孤独さと切望さを描写し、そして神の訓戒と運命とを結びつけて完結する。

## 解釈
『さすらう者』は意味や起源、そして曖昧な言葉の定義などがもっとも議論されてきた古英語のポエムである。タイトルとされる『さすらう者』もベンジャミン・ソープによって名づけられたものが主流の呼び方となっているに過ぎない。様々な学者によっていろいろな説が存在する。